# Andre Smith (fútbol americano)
Andre Smith Jr. (Jacksonville, Florida, 20 de abril de 1997) más conocido como Andre Smith, es un jugador profesional estadounidense de fútbol americano que se desempeña en la posición de linebacker en Atlanta Falcons, equipo de la National Football League (NFL).

## Carrera
Fue seleccionado en la séptima ronda en la Reunión Anual de Selección de Jugadores de la NFL de 2018. Hizo su debut profesional con el equipo Carolina Panthers, en el cual jugó dos temporadas (2018-2020), después pasó a Buffalo Bills (2020-2022), posteriormente a Tennessee Titans (2022-2023), luego a Atlanta Falcons, donde lleva jugando una temporada.